# (5505) Rundetaarn
(5505) Rundetaarn est un astéroïde de la ceinture principale.

## Description
(5505) Rundetaarn est un astéroïde de la ceinture principale. Il fut découvert le 6 novembre 1986 à Brorfelde par Poul Jensen. Il présente une orbite caractérisée par un demi-grand axe de 2,87 UA, une excentricité de 0,14 et une inclinaison de 11,0° par rapport à l'écliptique.

## Compléments